# Gret Palucca

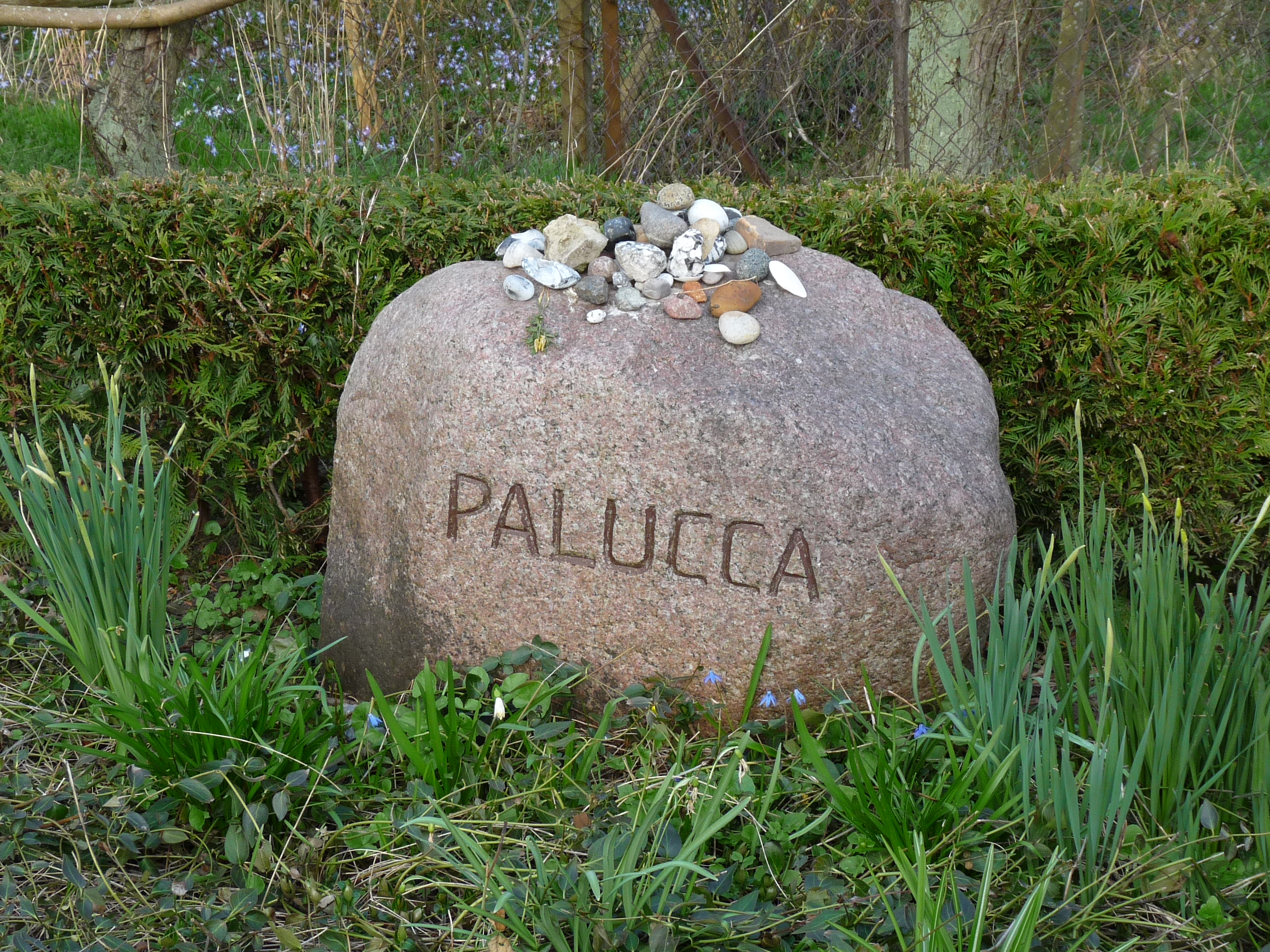
Kamień nagrobny Gret Palucca na wyspie Hiddensee

Gret Palucca (eigentlich Margarete Paluka, ur. 8 stycznia 1902 w Monachium, zm. 22 marca 1993 w Dreźnie) – niemiecka tancerka i pedagog tańca.

## Życiorys
Gret Palucca była córką pochodzącego z Konstantynopola aptekarza Maxa Paluki i węgierskiej Żydówki Rosy Paluka.
We wczesnym dzieciństwie przeniosła się z rodzicami do San Francisco, w roku 1909 powróciła wraz z matką do Niemiec i zamieszkała w Dreźnie. W wieku 12 lat rozpoczęła naukę tańca u Heinricha Kröllera. W Dreźnie była obecna na pokazie tańca Mary Wigman, co zdecydowało o jej przyszłości w balecie nowoczesnym. Została jedną z pierwszych uczennic Mary Wigman. W roku 1921 zmieniła imię i nazwisko na Gret Palucca. Występowała do roku 1924 w zespole Mary Wigman, po czym zaczęła występy solowe w tańcu wyrazistym (Ausdruckstanz). W roku 1925 Gret Palucca założyła w Dreźnie własną szkołę tańca. 29 kwietnia 1927 wystąpiła w Bauhaus w Dessau. 
Podczas letnich igrzysk olimpijskich w Berlinie 1936 wystąpiła na wieczorze otwarcia obok Leni Riefenstahl. Mimo swojego niearyjskiego pochodzenia była do roku 1939 tolerowana przez władze hitlerowskie. W tym roku otrzymała zakaz występów i musiała zrzec się kierowania szkołą tańca, 31 marca 1939 szkoła została zlikwidowana.
1 lipca 1945 wznowiła szkołę tańca w Dreźnie, w 1949 szkoła została upaństwowiona. W roku 1959 opuściła NRD i zamieszkała na wyspie Sylt. By skłonić ją do powrotu, władze NRD zaproponowały jej kierownictwo artystyczne upaństwowionej szkoły. Uczestniczyła w tworzeniu Akademii Sztuk NRD, w latach 1965–1970 była jej wiceprezydentem. W roku 1970 została obywatelką honorową Drezna. Wyższa Szkoła Tańca w Dreźnie nosi jej imię. 
W roku 1924 wyszła za mąż za właściciela zakładów młynarskich Fritza Bienerta, syna Idy Bienert, kolekcjonerki niemieckiej sztuki nowoczesnej. W ich domu bywali artyści dadaizmu i architekci Bauhausu. W 1930 rozwiodła się z Fritzem Bienertem i związała z historykiem sztuki i krytykiem artystycznym Willem Grohmannem, który pod pseudonimem Olaf Rydberg opublikował w 1935 pierwszą o niej monografię. 